# Vertrag von Nanking

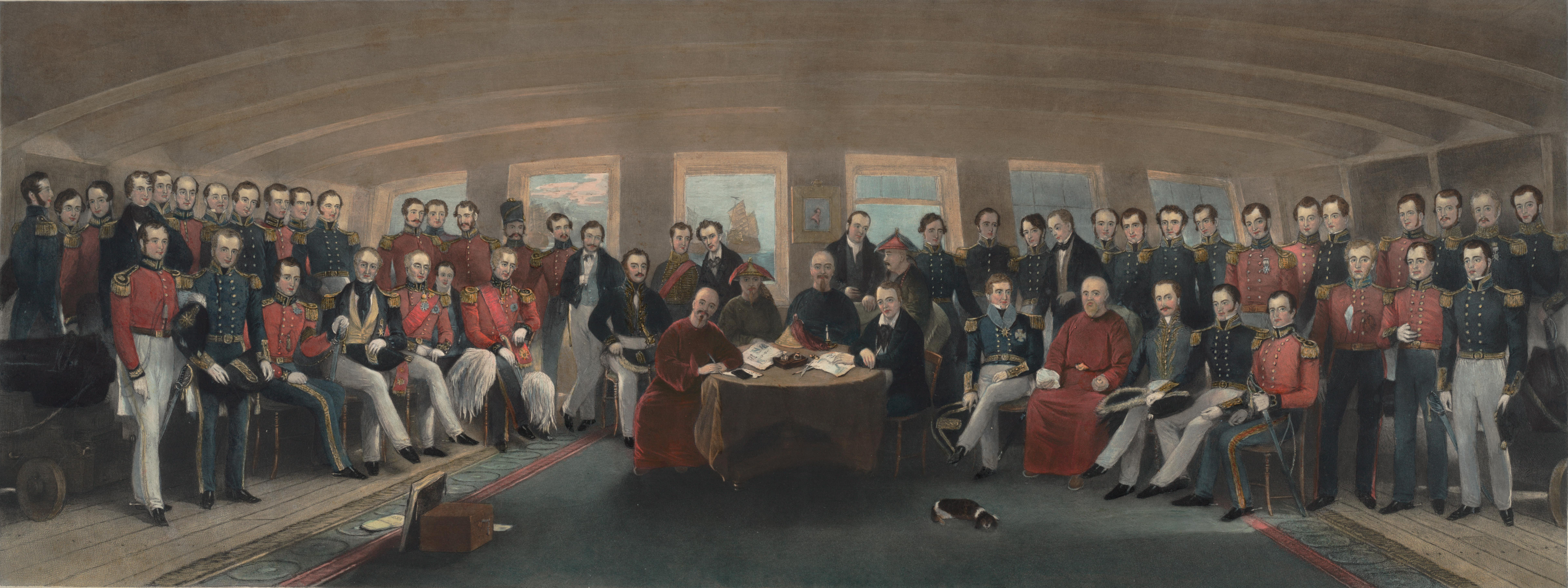
Unterzeichnung des Vertrages von Nanking an Bord der HMS Cornwallis

Der Vertrag von Nanking (chinesisch 南京條約 / 南京条约, Pinyin Nánjīng Tiáoyuē) beendete im August 1842 den Ersten Opiumkrieg zwischen dem Vereinigten Königreich und dem Chinesischen Kaiserreich.
Mit dem Abschluss des Vertrages konnte das Vereinigte Königreich seine vor Beginn des Krieges formulierten Kriegsziele nahezu vollständig erreichen. Der Vertrag regelte die Annexion von Hongkong, die Zahlung einer großen Summe als Kompensation, die Abschaffung der bisherigen Rechtspraxis in Handel und Diplomatie sowie die Freilassung aller britischen Staatsbürger in China sowie eine Amnestie für chinesische Kollaborateure. Der Vertrag stellte den ersten der Ungleichen Verträge dar und markiert den Beginn eines krisenhaften Jahrhunderts des chinesischen Staates.

## Abschluss

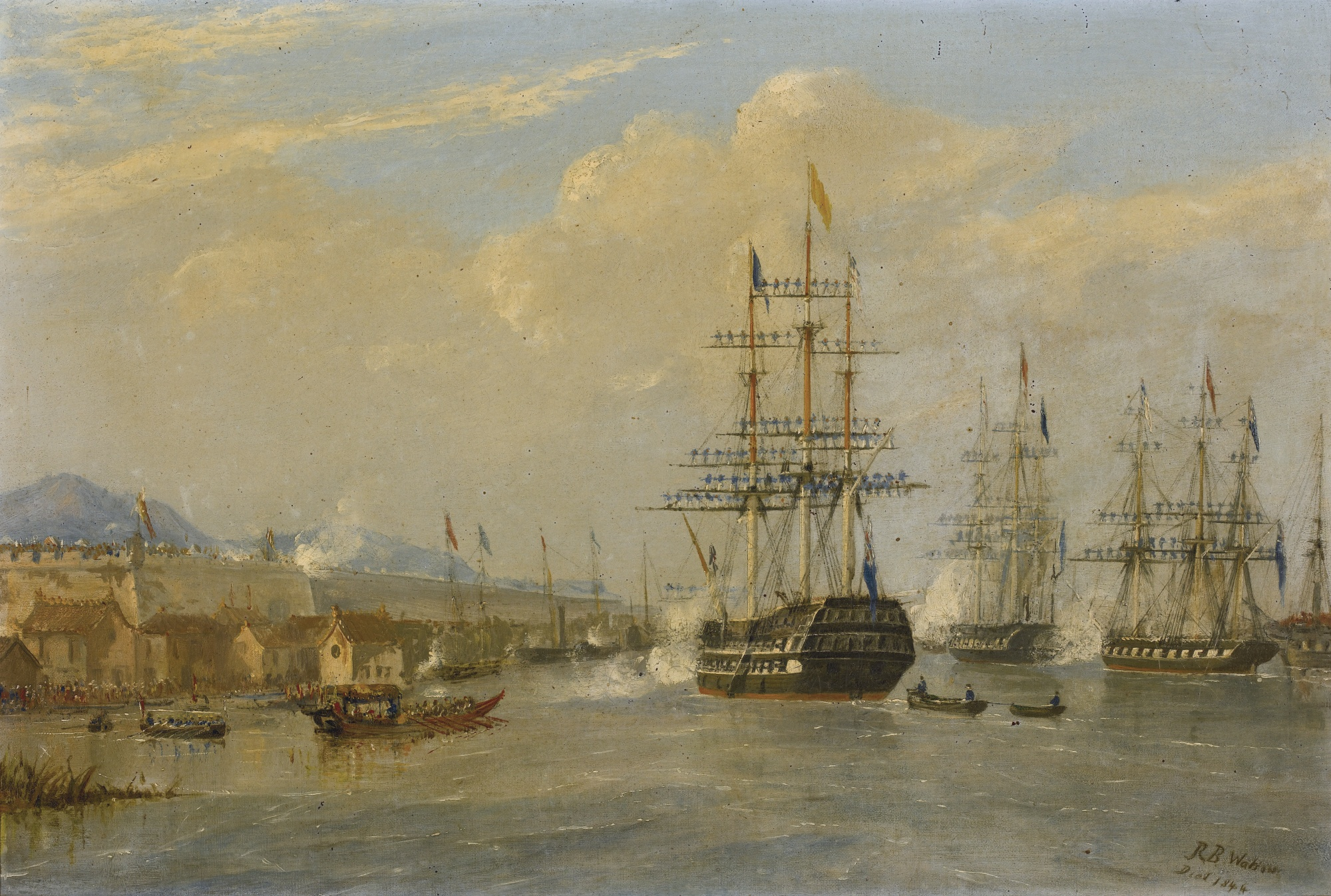
HMS Cornwallis und Flotte in Nanking

Erste Verhandlungen begann der Kaiser Daoguang durch die Beauftragung des Gouverneurs von Zhapu Yilibu (伊里布) über untergeordnete Vermittler im Mai 1842. Ebenso sandte er Qiying (耆英) als Kaiserlichen Bevollmächtigten und Generalgouverneur von Lianguang. Dieser fungierte im Verhandlungsteam mit Yilibu und Niu Jian (牛鑑) als Ranghöchster und war vom Kaiser zur Annahme eines Vertrages ohne weitere Rücksprache ermächtigt. Qiying führte zunächst ebenso Vorverhandlungen auf niederer Ebene über seinen Gefolgsmann Zhang Xi Anfang August 1842. Am 16. August legten die Briten schließlich einen Vertragsentwurf vor. Am 19. August signalisierte die chinesische Seite Zustimmung zu diesem Vertragsentwurf. Am 20. August kam es an Bord des britischen Flaggschiffs HMS Cornwallis vor Nanking zu einem ersten Treffen zwischen Qiying und Pottinger. Die weiteren Zusammentreffen brachten jedoch keine Änderungen des Vertragsentwurfs. Am 29. August 1842 unterzeichneten Qiying und Yilibu den Vertrag an Bord der HMS Cornwallis im Namen des Chinesischen Kaiserreichs. Der Vertrag wurde am 26. Juni 1843, nach förmlicher Billigung durch Königin Viktoria und Kaiser Daoguang in Hongkong ratifiziert.
Der Opiumkrieg stellte die Reaktion Englands auf den Versuch Chinas dar, den Opiumhandel zu unterbinden. Die Anweisungen von Lord Palmerston, welche von seinem Nachfolger Lord Aberdeen sahen explizit vor, bezüglich einer Legalisierung des Opiumhandels keine Forderungen zu stellen. Allerdings wurde er auch angewiesen, soweit es ihm möglich war Druck auf die chinesische Regierung auszuüben, die Opiumprohibition nicht weiter zu verfolgen. Pottinger erhielt von seinem Verhandlungspartner Qiying die Zusicherung, dass die chinesische Regierung keine weiteren Beschlagnahmungen von Opium in ausländischem Besitz durchführen werde. Er behielt China jedoch das Recht auf Strafverfolgung von einheimischen Opiumhändlern und -konsumenten ausdrücklich vor. Die privatwirtschaftlich organisierten Opiumhändler hatten an einer Legalisierung kein Interesse, da sie Preisverfall und Konkurrenz fürchteten.

## Ursprünglicher Inhalt

### Liberalisierung des Handels

Schematische Karte mit den nach dem Vertrag von Nanking (1842) bestimmten Vertragshäfen und Hongkong

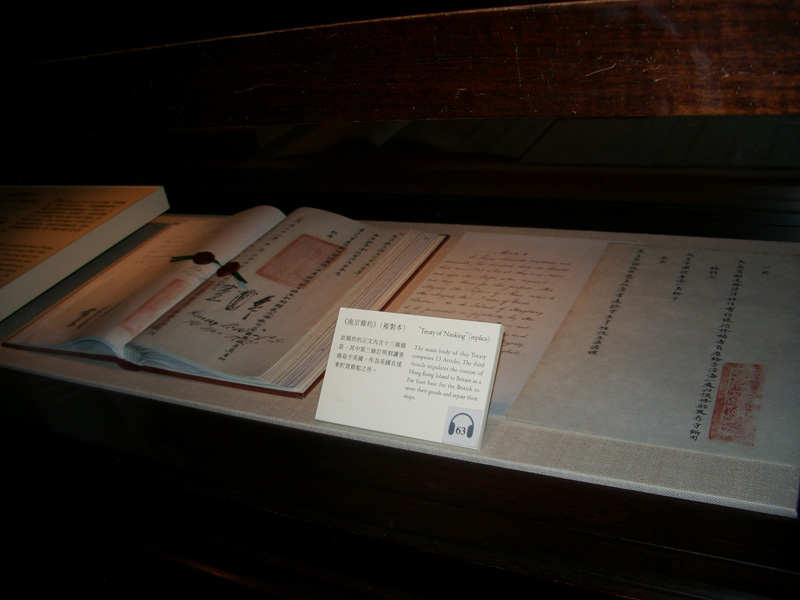
Replica des Vertrags im Museum für Geschichte von Hongkong, TST Kowloon

Als zentrale Bestimmung sah der Vertrag die Öffnung der Häfen von Guangzhou (Exonym Kanton), Xiamen (veraltet nach Post Amoy), Fuzhou, Ningbo und Shanghai für den freien Handel mit dem Vereinigten Königreich vor (Art. 2). Insbesondere wurden die vielfältigen Einschränkungen des Kanton-Systems aufgehoben:
- Die britischen Kaufleute mussten in den Vertragshäfen nicht mehr in einer Art Ghetto leben. Vielmehr wurde den britischen Untertanen in den genannten Hafenstädten nunmehr ein unbeschränktes Wohnrecht eingeräumt und sogar die Errichtung von Konsulaten zugestanden (Art. 2).[2]
- Die Briten mussten sich bei der Kommunikation mit den chinesischen Handelshäusern nicht mehr der Vermittlung durch Kaufleute der sog. Cohong-Gilde sowie der vom Hof bestellten Handelsbeamten („Hoppo“ 關部 / 关部,  Guānbù, Jyutping Gwaan1bou6, chinesischer Zolldirektion in Kanton) bedienen (Art. 5).[2]
- Die bislang üblichen monopolistisch-administrativen Preisfestsetzungen zulasten der Fremden wurden aufgegeben. Als einzige Handelsbeschränkung waren nunmehr angemessene Export-, Import- und Transitzölle für alle Kaufleute ohne Ansehung der Nationalität vorgesehen (Art. 10).[2] Der ursprüngliche Vertrag wurde nach der Unterzeichnung ergänzt und sah mit 5 % Importzoll unter Verbot von Transitzöllen in China selbst den niedrigsten Importzollsatz der damaligen Welt vor.[4]

### Hongkong
In Artikel 3 des Nanking-Vertrags wurde dem Vereinigten Königreich das „ewige Besitzrecht“ an der Insel Hongkong (Hong Kong Island) übertragen. De jure hätte die Volksrepublik China deshalb 1997 lediglich die Rückübertragung der erst 1898 gepachteten New Territories verlangen können. Wenn gleichwohl auch Hong Kong Island und das 1860 durch die Pekinger Konvention abgetretene Kowloon zurückgegeben wurde, so geschah dies aus diplomatischen Gründen.

### Geldleistungen
Weiter verpflichtete sich China zur Zahlung von insgesamt 21 Mio. Silberdollar an das Vereinigte Königreich. Zhang Xi hatte in den Vorverhandlungen eine Reduktion der ursprünglichen Forderung von 30. Mio. Silberdollar erzielt. Davon waren
- 7 Mio. als Entschädigung für die im Mai 1839 durch Kommissar Lin Zexu in Kanton vernichteten 20.000 Kisten britischen Opiums (Art. 4),
- 12 Mio. als Reparationsleistung für die militärischen Aufwendungen des Vereinigten Königreichs im Ersten Opiumkrieg (Art. 6) und
- 2 Mio. als Ablöse für britische Schulden bei den Cohong-Kaufleuten (Art. 5) vorgesehen.

Die Zahlung sollte in vier Raten bis 1845 erfolgen. Bei Terminüberschreitung wurden Verzugszinsen in Höhe von 5 % p. a. fällig (Art. 7).
Als Gegenleistung für die genannte Kriegsentschädigung verpflichteten sich die britischen Streitkräfte zum Rückzug aus Nanking und vom Kaiserkanal nach Erhalt der ersten Rate. Das ebenfalls besetzte Zhoushan sollte indes erst nach vollständiger Begleichung der gesamten Summe geräumt werden (Art. 12).

### Sonstiges
In Art. 8 und 9 des Vertrags verpflichtete sich die chinesische Regierung zur sofortigen Freilassung aller inhaftierten britischen Staatsangehörigen sowie zur bedingungslosen Amnestierung aller chinesischen Untertanen, die bei Briten gewohnt, mit Briten gehandelt oder in britischen Diensten gestanden haben.
Art. 11 schließlich sah eine Neuordnung der außenpolitischen Verhältnisse zwischen China und dem Vereinigten Königreich vor. Die beiden Staaten verpflichteten sich zu diplomatischen Beziehungen auf Augenhöhe. Das vormalige System, wonach den Briten als Barbaren (Yi) der Kontakt zur chinesischen Regierung nur über Vermittler möglich gewesen war, wurde abgeschafft. Dies stellte ein von außen aufgezwungenes Novum in der politischen Praxis des Kaiserreiches dar und widersprach der sinozentrischen Staatsideologie des Reiches. Der Vertrag sollte gemäß Art. 10 von beiden Staatsoberhäuptern binnen einer festgelegten Frist ratifiziert werden.

## Folgen
Insbesondere nach seiner Ergänzung durch den Vertrag von Humen 1843 sollte der Vertrag von Nanking den Weg für eine Reihe ähnlicher Abkommen frei machen, mit denen die ausländischen Mächte China Zug um Zug großer Teile seiner staatlichen Souveränität beraubten.
Der Vertrag war eine unfassbare Demütigung für China, das sich bis dahin als Zentrum der Welt verstand, das allen „Barbaren“ weit überlegen war. Innerhalb des Kaiserreichs wurde der Vertrag sowohl in der staatstragenden Elite der Gelehrten wie auch der Allgemeinbevölkerung als Niederlage und Prestigeverlust der Qing-Dynastie gesehen. Der Gouverneur von Zhejiang, Liu Yunke, warnte vor einem Dominoeffekt, da andere europäische Staaten versuchen würden ähnliche Verträge durchzusetzen. Den Verlust über die Souveränität des Außenhandels sah er als eine weitere Quelle wirtschaftlichen Niedergangs, da dadurch die durch eine Silbermangelversorgung verursachte Währungskrise verschärft werde. Ebenso fürchtete er, dass die Abgabe der Souveränitätsrechte im Nanking-Vertrag weitere Konflikte nach sich ziehen würden. Dies könne das Vereinigte Königreich nutzen, um in einem erneuten Krieg noch weitreichendere Zugeständnisse zu erlangen. Die Staatselite des Kaiserreichs fand jedoch angesichts ihrer militärischen Schwäche keine Antwort auf diese Herausforderungen. In der heutigen chinesischen Geschichtsschreibung wird der Vertrag als erster der Ungleichen Verträge gesehen, welche das Machtungleichgewicht weiter zu Ungunsten des Kaiserreichs verschärften.